# Estação Ferroviária de Sainagar Shirdi
A estação ferroviária Sainagar Shirdi (código da estação: SNSI) é uma estação ferroviária na cidade de Shirdi, estado de Maharashtra, na Índia. Sainagar Shirdi é um terminal ferroviário e pertence à Central Railways da Indian Railways. Está localizado a cerca de 3 km do Templo Sagrado de Shri Sai Baba Samadhi. A autoridade do templo Shri Sai Baba Sansthan Trust opera ônibus gratuitos da estação para o templo.

## História
A linha conectando a cidade sagrada de Shirdi ao ramal Manmad-Daund foi concluída em 2009. As obras começaram em 2003. A nova estação ferroviária, Sainagar Shirdi, está bem conectada com muitos trens diretos para lugares diferentes. O Manmad-Puntamba-Sainagar Shirdi é uma linha de bitola larga que foi eletrificada em 2011-12. Antes desta ligação ferroviária, os peregrinos chegavam à cidade por estrada depois de desembarcar nas estações ferroviárias de Kopargaon, Nagarsol, Manmad e Nashik Road.

## Instalações para passageiros
A estação possui duas salas de espera, uma para a Classe Alta e outra para os portadores de passagens da Classe Geral. As salas de espera são muito pequenas e difíceis de lidar com grande número de passageiros. A Indian Railways fez uma reforma completa com uma transformação massiva na estação sob a iniciativa de embelezamento e redesenvolvimento da Railway. A estação, que se enquadra na divisão Solapur da zona ferroviária central, foi embelezada com pinturas nas paredes e atualizada com várias instalações ultramodernas. Algumas das instalações e amenidades recém-introduzidas incluem o novo Foot over Bridge (FOB), uma nova praça de alimentação, elevadores, novo banheiro, câmeras CCTV, serviço Wi-Fi, sistema de orientação de ônibus, instalação de irrigação de trem na segunda plataforma junto com plantação de árvores.
A estação não possui vestiários e nenhum tipo de banca de livros. A linha férrea termina na estação ferroviária de Shirdi e nenhum trem sai mais longe, o que dificulta a captura de outros trens se alguém perder o trem.
Uma cantina IRCTC está presente na primeira plataforma da estação. Isso fornece serviços domésticos e de encomendas. Os lanches são vendidos por outros vendedores.